# 斯蒂格·索兰德
斯蒂格·索兰德（瑞典語：Stig Sollander，1926年6月25日—2019年12月12日），瑞典男子高山滑雪运动员。他曾代表瑞典参加1948年、1952年和1956年冬季奥林匹克运动会高山滑雪比赛，获得一枚铜牌。